# Teona Strugar Mitevska
Teona Strugar Mitevska (Szkopje, 1974. március 14. –) észak-macedóniai filmrendező, forgatókönyvíró.

## Élete és pályafutása
Gyermekszínészként színházban és a macedón televízióban játszott. Egy ideig grafikus designt tanult, majd művészeti igazgatóként dolgozott, 1998-ban pedig New Yorkban telepedett le, hogy filmes tanulmányokat folytasson. 2001-ben szerzett diplomát a New York Egyetem mellett működő Tisch School of the Arts-on.
2001-ben ét testvérével (Labina Mitevska és Vuk Mitevski) közösen hozták létre a Sisters and Brother Mitevski produkciós társaságot. ugyanebben az évben Teona Strugar Mitevska elnyerte a zsüri különdíját a Berlini Nemzetközi Filmfesztiválon Veta című rövidfilmjével. Első játékfilmjét (Kako ubiv svetec) a Rottermdami Nemzetközi Filmfesztiválon mutatták be. A film díjat nyert az első Crossing Europe filmfesztiválon. A Berlini Nemzetközi Filmfesztivál 2008-as kiadásán az Afrodita álma című filmjét vetítették. A film több fesztivál műsorán szerepelt és több nemzetközi díjjal ismerték el. When the Day Had No Name című filmjét a 2017-es Berlinale Panoráma szekciójában vetítették. Az Isten létezik, és Petrunijának hívják című filmjét 2019-ben az ökumenikus zsüri díjával tüntették ki. Ugyanezzel a filmmel az Európai Parlament LUX-közönségdíját is elnyerte.

## Filmjei
- 2001: Veta (rövidfilm)
- 2004: Kako ubiv svetec
- 2009: Afrodita álma
- 2012: The Woman Who Brushed Off Her Tears
- 2017: When the day had no name
- 2019: Isten létezik, és Petrunijának hívják

## Fordítás
- Ez a szócikk részben vagy egészben  a   Teona Strugar Mitevska című német Wikipédia-szócikk ezen változatának fordításán alapul.  Az eredeti cikk szerkesztőit annak laptörténete sorolja fel. Ez a jelzés csupán a megfogalmazás eredetét és a szerzői jogokat jelzi, nem szolgál a cikkben szereplő információk forrásmegjelöléseként.